# Danh sách người Trung Quốc được truy tôn vua chúa
Nhiều người Trung Quốc được truy tôn là vua chúa, dù khi còn sống chưa từng làm vua, do có quan hệ thân thích với những người sau này trở thành vua chúa, và được con cháu họ truy tôn danh hiệu đế vương.

## Thân thế
Những người được truy tôn vua chúa có nhiều xuất phát điểm khác nhau: 
- Với những người là tổ tiên, cha mẹ của vua khai quốc một triều đại, thì phần nhiều trong số họ đã qua đời khi còn là thân phận thường dân hoặc có chức tước rất nhỏ trong bộ máy triều đại cũ. Sau này con cháu họ thăng tiến và tiến đến thay thế triều đại cũ, họ được truy tôn danh hiệu như các vị vua (miếu hiệu và thụy hiệu)
- Một số người sống và tạo dựng sự nghiệp trong thời gian "chuyển giao quyền lực" giữa 2 triều đại, như Tào Tháo, Tư Mã Ý, Cao Hoan. Khi sống họ đã gây dựng được sự nghiệp lớn, đủ khả năng tạo dựng một triều đại mới, nhưng vì nhiều lý do, họ không tuyên bố phế bỏ triều đại cũ, mà chỉ dừng lại ở danh hiệu cao nhất là "vương" mà triều đại cũ phong cho, tức là suốt đời họ giữ "thân phận bề tôi" trên danh nghĩa của triều đại cũ. Tới đời con cháu họ mới thực hiện việc thay thế triều đại cũ và truy tôn họ với danh hiệu một vị vua.
- Với những người là ông, cha của các thành viên tông thất hoàng gia không làm hoàng đế (có thể không phải là con trưởng giữ quyền kế vị) nhưng con cháu họ lại được chọn làm người kế vị hoàng đế do đó họ được truy tôn. Khi còn sống, với quan hệ thân thích trong hoàng gia, họ có tước hầu, công hoặc thậm chí tước vương; họ có thể có một quận, huyện cai trị riêng hoặc chỉ có danh hiệu ăn lộc mà không có đất phong, nhưng những người con, cháu của họ lại được làm hoàng đế. Một mặt truy tôn vị vua tiền nhiệm (Ngô Mạt Đế Tôn Hạo truy tôn chú mình Tôn Hưu là hoàng đế tiền nhiệm), một mặt vẫn truy tôn cha, ông đã sinh ra mình (Ngô Mạt Đế Tôn Hạo truy tôn cha đẻ Tôn Hòa của mình mặc dù Hòa chưa từng làm hoàng đế).

Dưới đây là danh sách những người Trung Quốc chưa từng làm vua nhưng được đời sau truy tôn danh hiệu như vua chúa:

## Nhà Thương

### Bộ tộc nhà Thương
| Miếu hiệu              | Tên họ           |
| ---------------------- | ---------------- |
| Thương Cao Tổ (商高祖) | Vương Hợi (王亥) |

## Nhà Chu

### Tây Bá
| Thụy hiệu              | Tên thật        | Người truy tôn |
| ---------------------- | --------------- | -------------- |
| Thái Vương (太王)      | Đản Phụ (亶父)  | Chu Vũ Vương   |
| Chu vương Quý (周王季) | Quý Lịch (季曆) | Chu Vũ Vương   |
| Văn Vương (文王)       | Xương (昌)      | Chu Vũ Vương   |

## Nhà Hán

### Tây Hán
| Thụy hiệu                          | Tên họ           | Người truy tôn |
| ---------------------------------- | ---------------- | -------------- |
| （Định Đào）Cung hoàng đế (恭皇帝) | Lưu Khang (劉康) | Ai Đế Lưu Hân  |

### Đông Hán
| Thụy hiệu                       | Tên họ            | Người truy tôn    |
| ------------------------------- | ----------------- | ----------------- |
| Hiếu Đức hoàng đế (孝德皇帝)    | Lưu Khánh (刘庆)  | An Đế Lưu Hỗ      |
| Hiếu Mục hoàng đế (孝穆皇帝)    | Lưu Khai (刘开)   | Hoàn Đế Lưu Chí   |
| Hiếu Sùng hoàng đế (孝崇皇帝)   | Lưu Dực (刘翼)    | Hoàn Đế Lưu Chí   |
| Hiếu Nguyên hoàng đế (孝元皇帝) | Lưu Thục (刘淑)   | Linh Đế Lưu Hoành |
| Hiếu Nhân hoàng đế (孝仁皇帝)   | Lưu Trường (刘苌) | Linh Đế Lưu Hoành |

- Tuy nhiên đây chỉ là truy hoàng chứ không phải truy làm hoàng đế.

## Tam Quốc

### Tào Ngụy
| Miếu hiệu             | Thụy hiệu              | Tên họ          | Người truy tôn       |
| --------------------- | ---------------------- | --------------- | -------------------- |
|                       | Cao hoàng đế (高皇帝)  | Tào Đằng (曹騰) | Ngụy Minh Đế Tào Duệ |
|                       | Thái hoàng đế (太皇帝) | Tào Tung (曹嵩) | Ngụy Văn Đế Tào Phi  |
| Ngụy Thái Tổ (魏太祖) | Vũ hoàng đế (武皇帝)   | Tào Tháo (曹操) | Ngụy Văn Đế Tào Phi  |

### Đông Ngô
| Miếu hiệu            | Thụy hiệu                       | Tên họ           | Người truy tôn       |
| -------------------- | ------------------------------- | ---------------- | -------------------- |
|                      | Hiếu Ý Vương (孝懿王)           | Tôn Chung (孫鍾) | Ngô Đại Đế Tôn Quyền |
| Ngô Thủy Tổ (吴始祖) | Vũ Liệt hoàng đế (武烈皇帝)     | Tôn Kiên (孙坚)  | Ngô Đại Đế Tôn Quyền |
|                      | Trường Sa Hoàn Vương (长沙桓王) | Tôn Sách (孙策)  | Ngô Đại Đế Tôn Quyền |
|                      | Văn hoàng đế (文皇帝)           | Tôn Hòa (孙和)   | Ngô Mạt Đế Tôn Hạo   |

## Nhà Tấn

### Tây Tấn
| Miếu hiệu             | Thụy hiệu               | Họ tên               | Người truy tôn       |
| --------------------- | ----------------------- | -------------------- | -------------------- |
| Tấn Cao Tổ (晉高祖)   | Tuyên hoàng đế (宣皇帝) | Tư Mã Ý (司馬懿)     | Tấn Vũ Đế Tư Mã Viêm |
| Tấn Thế Tông (晋世宗) | Cảnh hoàng đế (景皇帝)  | Tư Mã Sư (司馬师)    | Tấn Vũ Đế            |
| Tấn Thái Tổ (晋太祖)  | Văn hoàng đế (文皇帝)   | Tư Mã Chiêu (司馬昭) | Tấn Vũ Đế            |

### Đông Tấn

#### Hoàn Sở
| Miếu hiệu           | Thụy hiệu                    | Tên họ         | Người truy tôn   |
| ------------------- | ---------------------------- | -------------- | ---------------- |
| Sở Thái Tổ (楚太祖) | Tuyên Vũ hoàng đế (宣武皇帝) | Hoàn Ôn (桓溫) | Sở đế Hoàn Huyền |

### Ngũ Hồ thập lục quốc

#### Thành Hán
| Miếu hiệu              | Thụy hiệu                       | Họ tên          | Người truy tôn          |
| ---------------------- | ------------------------------- | --------------- | ----------------------- |
|                        | Ba Quận Hoàn Vương (巴郡桓王)   | Lý Hổ (李虎)    | Thành Vũ Đế Lý Hùng     |
|                        | Lũng Tây Tương Vương (隴西襄王) | Lý Mộ (李慕)    | Thành Vũ Đế             |
| Thành Thủy Tổ (成始祖) | Cảnh hoàng đế (景皇帝)          | Lý Đặc (李特)   | Thành Vũ Đế             |
|                        | （Hán）Hiến hoàng đế (獻皇帝)   | Lý Tương (李驤) | Hán Chiêu Văn Đế Lý Thọ |

#### Tiền Triệu
| Thụy hiệu                       | Họ tên           |
| ------------------------------- | ---------------- |
| Cảnh hoàng đế (景皇帝)          | Lưu Lượng (刘亮) |
| Hiến hoàng đế (献皇帝)          | Lưu Quảng (刘广) |
| Ý hoàng đế (懿皇帝)             | Lưu Phòng (刘防) |
| Tuyên Thành hoàng đế (宣成皇帝) |                  |

#### Hậu Triệu
| Miếu hiệu                      | Thụy hiệu                | Họ tên                       |
| ------------------------------ | ------------------------ | ---------------------------- |
|                                | Thuận hoàng đế (順皇帝)  | ？                           |
|                                | Uy hoàng đế (威皇帝)     | ？                           |
|                                | Tuyên hoàng đế (宣皇帝)  | Thạch Tà (石邪)              |
| Hậu Triệu Thế Tông (后赵世宗)  | Nguyên hoàng đế (元皇帝) | Thạch Chu Hạt Chu (石周曷朱) |
|                                | Vũ hoàng đế (武皇帝)     | Thạch Bối Tà (石㔨邪)        |
| Hậu Triệu Thái Tông (后赵太宗) | Hiếu hoàng đế (孝皇帝)   | Thạch Khấu Mịch (石寇覓)     |

#### Hậu Lương
| Miếu hiệu                    | Thụy hiệu                      | Họ tên                           | Người truy tôn |
| ---------------------------- | ------------------------------ | -------------------------------- | -------------- |
| Hậu Lương Thủy Tổ (後涼始祖) |                                | Khương Tử Nha hay Lã Vọng (呂望) |                |
|                              | Kính hoàng đế (敬皇帝)         | ？                               |                |
|                              | Cung hoàng đế (恭皇帝)         | ？                               |                |
|                              | Tuyên hoàng đế (宣皇帝)        | ？                               |                |
|                              | Cảnh Chiêu hoàng đế (景昭皇帝) | Lã Bà Lâu (呂婆樓)               |                |
|                              | Văn hoàng đế (文皇帝)          | Lã Bảo (呂寶)                    | Lã Long        |

#### Tây Lương
| Thụy hiệu         | Họ tên          |
| ----------------- | --------------- |
| Cảnh Vương (景王) | Lý Yểm (李弇)   |
| Giản Vương (簡王) | Lý Sưởng (李昶) |

#### Tiền Yên

##### Liêu Đông công
| Miếu hiệu                  | Thụy hiệu                    | Họ tên               | Thời gian tại vị |
| -------------------------- | ---------------------------- | -------------------- | ---------------- |
| Tiền Yên Cao Tổ (前燕高祖) | Vũ Tuyên hoàng đế (武宣皇帝) | Mộ Dung Hối (慕容廆) | 307－333         |

#### Hậu Yên
| Thụy hiệu                      | Họ tên                |
| ------------------------------ | --------------------- |
| Hiến Trang hoàng đế (獻莊皇帝) | Mộ Dung Toàn (慕容全) |

#### Bắc Yên
| Thụy hiệu                | Họ tên           |
| ------------------------ | ---------------- |
| Nguyên hoàng đế (元皇帝) | Phùng Hòa (冯和) |
| Tuyên hoàng đế (宣皇帝)  | Phùng An (冯安)  |

#### Nam Yên
| Thụy hiệu             | Họ tên               | Người truy tôn       |
| --------------------- | -------------------- | -------------------- |
| Mục hoàng đế (穆皇帝) | Mộ Dung Nạp (慕容納) | Hậu Chủ Mộ Dung Siêu |

#### Hồ Hạ

##### Thiết Phất
| Miếu hiệu           | Thụy hiệu                | Họ tên                        | Thời gian tại vị |
| ------------------- | ------------------------ | ----------------------------- | ---------------- |
|                     | Nguyên hoàng đế (元皇帝) | Lưu Cáo Thăng Viên (刘诰升爰) | 272－309         |
|                     | Cảnh hoàng đế (景皇帝)   | Lưu Ô Lộ Cô (刘乌路孤)        | 309－341         |
|                     | Tuyên hoàng đế (宣皇帝)  | Lưu Vụ Hoàn (刘务桓)          | 341年－356年     |
| Hạ Thái Tổ (夏太祖) | Hoàn hoàng đế (桓皇帝)   | Lưu Vệ Thìn (劉衛辰)          | 359－391         |

#### Tiền Tần
| Miếu hiệu                   | Thụy hiệu                    | Họ tên          | Người truy tôn          |
| --------------------------- | ---------------------------- | --------------- | ----------------------- |
| Tiền Tần Thái Tổ (前秦太祖) | Huệ Vũ hoàng đế (惠武皇帝)   | Phù Hồng (苻洪) | Cảnh Minh Đế Phù Kiện   |
|                             | Văn Hoàn hoàng đế (文桓皇帝) | Phù Hùng (苻雄) | Tuyên Chiêu Đế Phù Kiên |

#### Hậu Tần
| Miếu hiệu                  | Thụy hiệu                       | Họ tên                  |
| -------------------------- | ------------------------------- | ----------------------- |
| Hậu Tần Thủy Tổ (後秦始祖) | Cảnh Nguyên hoàng đế (景元皇帝) | Diêu Dặc Trọng (姚弋仲) |
|                            | Ngụy Vũ Vương (魏武王)          | Diêu Tương (姚襄)       |

#### Nhiễm Ngụy
| Miếu hiệu                     | Thụy hiệu                | Họ tên             |
| ----------------------------- | ------------------------ | ------------------ |
|                               | Nguyên hoàng đế (元皇帝) | Nhiễm Long (冉隆)  |
| Nhiễm Ngụy Liệt Tổ (冉魏烈祖) | Cao hoàng đế (高皇帝)    | Nhiễm Chiêm (冉瞻) |

#### Đại

##### Bộ tộc Tác Đầu người Tiên Ti
| Miếu hiệu                                                | Thụy hiệu                       | Tên họ                           | Thời gian tại vị |
| -------------------------------------------------------- | ------------------------------- | -------------------------------- | ---------------- |
|                                                          | Thành hoàng đế (成皇帝)         | Thác Bạt Mao (拓跋毛)            | 207 TCN－204 TCN |
|                                                          | Tiết hoàng đế (節皇帝)          | Thác Bạt Thải (拓跋貸)           | 204 TCN－175 TCN |
|                                                          | Trang hoàng đế (莊皇帝)         | Thác Bạt Quan (拓跋觀)           | 175 TCN－130 TCN |
|                                                          | Minh hoàng đế (明皇帝)          | Thác Bạt Lâu (拓跋樓)            | 130 TCN－81 TCN  |
|                                                          | An hoàng đế (安皇帝)            | Thác Bạt Việt (拓跋越)           | 81 TCN－41 TCN   |
|                                                          | Tuyên hoàng đế (宣皇帝)         | Thác Bạt Thôi Dần (拓跋推寅)     | 41 TCN－13       |
|                                                          | Cảnh hoàng đế (景皇帝)          | Thác Bạt Lợi (拓跋利)            | 13－55           |
|                                                          | Nguyên hoàng đế (元皇帝)        | Thác Bạt Sĩ (拓跋俟)             | 55－105          |
|                                                          | Hòa hoàng đế (和皇帝)           | Thác Bạt Tứ (拓跋肆)             | 105－114         |
|                                                          | Định hoàng đế (定皇帝)          | Thác Bạt Cơ (拓跋機)             | 114－159         |
|                                                          | Ly hoàng đế (僖皇帝)            | Thác Bạt Cái (拓跋蓋)            | 159－180         |
|                                                          | Uy hoàng đế (威皇帝)            | Thác Bạt Quái (拓跋儈)           | 180－209         |
|                                                          | Hiến hoàng đế (獻皇帝)          | Thác Bạt Lân (拓跋鄰)            | 209－213         |
|                                                          | Thánh Vũ hoàng đế (聖武皇帝)    | Thác Bạt Cật Phần (拓跋詰汾)     | 213－218         |
| Đại Thủy Tổ (代始祖) （Tây Ngụy Văn Đế truy là Thái Tổ） | Thần Nguyên hoàng đế (神元皇帝) | Thác Bạt Lực Vi (拓跋力微)       | 219－277         |
|                                                          | Văn hoàng đế (文皇帝)           | Thác Bạt Sa Mạc Hãn (拓跋沙漠汗) |                  |
|                                                          | Chương hoàng đế (章皇帝)        | Thác Bạt Tất Lộc (拓跋悉鹿)      | 277－286         |
|                                                          | Bình hoàng đế (平皇帝)          | Thác Bạt Xước (拓跋綽)           | 286－293         |
|                                                          | Tư hoàng đế (思皇帝)            | Thác Bạt Phất (拓跋弗)           | 293－294         |
|                                                          | Chiêu hoàng đế (昭皇帝)         | Thác Bạt Lộc Quan (拓跋祿官)     | 294－307         |
|                                                          | Hoàn hoàng đế (桓皇帝)          | Thác Bạt Y Đà (拓跋猗㐌)         | 295－305         |
|                                                          | Mục hoàng đế (穆皇帝)           | Thác Bạt Y Lô                    | 295－315         |

##### Nước Đại
| Miếu hiệu      | Thụy hiệu                       | Họ tên                              | Niên hiệu        | Thời gian tại vị  |
| -------------- | ------------------------------- | ----------------------------------- | ---------------- | ----------------- |
|                | Mục hoàng đế (穆皇帝)           | Thác Bạt Y Lô (拓跋猗卢)            |                  | 315－316          |
|                | Văn Bình hoàng đế (文平皇帝)    | Thác Bạt Phổ Căn (拓跋普根)         |                  | 316               |
| Thái Tổ (太祖) | Bình Văn hoàng đế (平文皇帝)    | Thác Bạt Úc Luật (拓跋鬱律)         |                  | 316－321          |
|                | Huệ hoàng đế (惠皇帝)           | Thác Bạt Hạ Nhục (拓跋贺傉)         |                  | 321－325          |
|                | Dạng hoàng đế (炀皇帝)          | Thác Bạt Hột Na (拓跋纥那)          |                  | 325－329 335－337 |
|                | Liệt hoàng đế (烈皇帝)          | Thác Bạt Ế Hòe (拓跋翳槐)           |                  | 329－335 337－338 |
| Cao Tổ (高祖)  | Chiêu Thành hoàng đế (昭成皇帝) | Thác Bạt Thập Dực Kiền (拓跋什翼犍) | Kiến Quốc (建国) | 338－376          |

## Nam Bắc triều

### Nam triều

#### Tống
| Thụy hiệu                                             | Họ tên          |
| ----------------------------------------------------- | --------------- |
| Hiếu Mục hoàng đế (孝穆皇帝) （Tống Cao Tổ truy tôn） | Lưu Kiều (劉翹) |

#### Tề
| Miếu hiệu                                           | Thụy hiệu                                       | Họ tên                   |
| --------------------------------------------------- | ----------------------------------------------- | ------------------------ |
|                                                     | Tuyên hoàng đế (宣皇帝) （Tề Thái Tổ truy tôn） | Tiêu Thừa Chi (蕭承之)   |
| Tề Thế Tông (齐世宗) （Tiêu Chiêu Nghiệp truy tôn） | Văn hoàng đế (文皇帝)                           | Tiêu Trường Mậu (萧長懋) |

#### Lương
| Miếu hiệu                                       | Thụy hiệu                                   | Họ tên                  |
| ----------------------------------------------- | ------------------------------------------- | ----------------------- |
| Lương Thái Tổ (梁太祖) （Lương Vũ Đế truy tôn） | Văn hoàng đế (文皇帝)                       | Tiêu Thuận Chi (蕭順之) |
| Lương Cao Tông (梁高宗) （Tiêu Đống truy tôn）  | Chiêu Minh hoàng đế (昭明皇帝)              | Tiêu Thống (萧统)       |
|                                                 | An hoàng đế (安皇帝) （Tiêu Đống truy tôn） | Tiêu Hoan (蕭歡)        |

##### Hán
| Thụy hiệu                                      | Họ tên          |
| ---------------------------------------------- | --------------- |
| Nguyên hoàng đế (元皇帝) （Hầu Cảnh truy tôn） | Hầu Tiêu (侯標) |

##### Tây Lương
| Thụy hiệu                                            | Họ tên           | Thời gian tại vị |
| ---------------------------------------------------- | ---------------- | ---------------- |
| Hiếu Tĩnh hoàng đế (孝靖皇帝) （Tiêu Tiển truy tôn） | Tiêu Tông (蕭琮) | 585－587         |

#### Trần
| Miếu hiệu                                      | Thụy hiệu              | Họ tên                |
| ---------------------------------------------- | ---------------------- | --------------------- |
| Trần Thái Tổ (陈太祖) （Trần Cao Tổ truy tôn） | Cảnh hoàng đế (景皇帝) | Trần Văn Tán (陈文讚) |

### Bắc triều

#### Bắc Ngụy
| Miếu hiệu                                                       | Thụy hiệu                                                     | Họ tên                  |
| --------------------------------------------------------------- | ------------------------------------------------------------- | ----------------------- |
|                                                                 | Hiến Minh hoàng đế (獻明皇帝) （Bắc Ngụy Đạo Vũ Đế truy tôn） | Thác Bạt Thật (拓跋寔)  |
| Bắc Ngụy Cung Tông (北魏恭宗) （Bắc Ngụy Hiếu Văn Đế truy tôn） | Cảnh Mục hoàng đế (景穆皇帝)                                  | Thác Bạt Hoảng (拓跋晃) |
| Bắc Ngụy Túc Tổ (北魏肅祖) （Bắc Ngụy Hiếu Trang Đế truy tôn）  | Văn Mục hoàng đế (文穆皇帝)                                   | Nguyên Hiệp (元勰)      |
|                                                                 | Vũ Mục hoàng đế (武穆皇帝) （Bắc Ngụy Hiếu Vũ Đế truy tôn）   | Nguyên Hoài (元懷)      |

##### Tây Ngụy
| Thụy hiệu                                                 | Họ tên           |
| --------------------------------------------------------- | ---------------- |
| Văn Cảnh hoàng đế (文景皇帝) （Tây Ngụy Văn Đế truy tôn） | Nguyên Du (元愉) |

#### Bắc Tề
| Miếu hiệu                                           | Thụy hiệu                                                                | Họ tên           |
| --------------------------------------------------- | ------------------------------------------------------------------------ | ---------------- |
|                                                     | Văn Mục hoàng đế (文穆皇帝)                                              | Cao Thụ (高树)   |
| Bắc Tề Cao Tổ (北齊高祖) （còn có thụy là Thái Tổ） | Thần Vũ hoàng đế (神武皇帝) （còn có thụy là Hiến Vũ hoàng đế 獻武皇帝） | Cao Hoan (高欢)  |
| Bắc Tề Thế Tông (北齊世宗)                          | Văn Tương hoàng đế (文襄皇帝)                                            | Cao Trừng (高澄) |

#### Bắc Chu
| Miếu hiệu                  | Thụy hiệu             | Họ tên                |
| -------------------------- | --------------------- | --------------------- |
|                            | Đức hoàng đế (德皇帝) | Vũ Văn Quăng (宇文肱) |
| Bắc Chu Thái Tổ (北周太祖) | Văn hoàng đế (文皇帝) | Vũ Văn Thái (宇文泰)  |

## Nhà Tùy
| Miếu hiệu                                      | Thụy hiệu                     | Họ tên             |
| ---------------------------------------------- | ----------------------------- | ------------------ |
| Tùy Thái Tổ (隋太祖) （Tùy Văn Đế truy tôn）   | Vũ Nguyên hoàng đế (武元皇帝) | Dương Trung (杨忠) |
| Tùy Thế Tông (隋世宗) （Tùy Cung Đế truy tôn） | Thành hoàng đế (成皇帝)       | Dương Chiêu (楊昭) |

## Nhà Đường
| Miếu hiệu                 | Thụy hiệu                        | Họ tên                 | Người truy tôn   |
| ------------------------- | -------------------------------- | ---------------------- | ---------------- |
|                           | Đức Minh hoàng đế (德明皇帝)     | Cao Dao (皋陶)         | Đường Huyền Tông |
| Đường Thánh Tổ (唐聖祖)   | Huyền Nguyên hoàng đế (玄元皇帝) | Lý Nhĩ (李耳)          | Đường Cao Tông   |
|                           | Hưng Thánh hoàng đế (興聖皇帝)   | Lý Cảo (李暠)          | Đường Huyền Tông |
| Đường Hiến Tổ (唐獻祖)    | Tuyên hoàng đế (宣皇帝)          | Lý Hy (李熙)           | Đường Cao Tông   |
| Đường Ý Tổ (唐懿祖)       | Quang hoàng đế (光皇帝)          | Lý Thiên Tích (李天錫) | Đường Cao Tông   |
| Đường Thái Tổ (唐太祖)    | Cảnh hoàng đế (景皇帝)           | Lý Hổ                  | Đường Cao Tổ     |
| Đường Thế Tổ (唐世祖)     | Nguyên hoàng đế (元皇帝)         | Lý Bính (李昞)         | Đường Cao Tổ     |
| Đường Nghĩa Tông (唐義宗) | Hiếu Kính hoàng đế (孝敬皇帝)    | Lý Hoằng (李弘)        | Đường Cao Tông   |
|                           | Nhượng hoàng đế (让皇帝)         | Lý Hiến (李宪)         | Đường Huyền Tông |
|                           | Phụng Thiên hoàng đế (奉天皇帝)  | Lý Tông (李琮)         | Đường Túc Tông   |
|                           | Thừa Thiên hoàng đế (承天皇帝)   | Lý Đạm (李倓)          | Đường Đại Tông   |

### Võ Chu
| Miếu hiệu                   | Thụy hiệu                                         | Họ tên                |
| --------------------------- | ------------------------------------------------- | --------------------- |
|                             | Tề Thánh hoàng đế (齐圣皇帝)                      | Khải (启)             |
| Võ Chu Thủy Tổ (武周始祖)   | Văn hoàng đế (文皇帝)                             | Xương (昌)            |
| Võ Chu Duệ Tổ (武周睿祖)    | Khang hoàng đế (康皇帝)                           | Cơ Võ (姬武)          |
| Võ Chu Nghiêm Tổ (武周嚴祖) | Thành hoàng đế (成皇帝)                           | Võ Khắc Dĩ (武克已)   |
| Võ Chu Túc Tổ (武周肅祖)    | Chương Kính hoàng đế (章敬皇帝)                   | Võ Cư Thường (武居常) |
| Võ Chu Liệt Tổ (武周烈祖)   | Hồn Nguyên Chiêu An hoàng đế (渾元昭安皇帝)       | Võ Kiệm (武儉)        |
| Võ Chu Hiển Tổ (武周顯祖)   | Lập Cực Văn Mục hoàng đế (立極文穆皇帝)           | Võ Hoa (武華)         |
| Võ Chu Thái Tổ (武周太祖)   | Vô Thượng Hiếu Minh Cao hoàng đế (無上孝明高皇帝) | Võ Sĩ Hoạch (武士彠)  |

## Ngũ Đại Thập Quốc

### Ngũ Đại

#### Hậu Lương
| Miếu hiệu                    | Thụy hiệu                        | Họ tên               |
| ---------------------------- | -------------------------------- | -------------------- |
| Hậu Lương Túc Tổ (后梁肃祖)  | Tuyên Nguyên hoàng đế (宣元皇帝) | Chu Ảm (朱黯)        |
| Hậu Lương Kính Tổ (后梁敬祖) | Quang Hiến hoàng đế (光献皇帝)   | Chu Mậu Lâm (朱茂琳) |
| Hậu Lương Hiến Tổ (后梁宪祖) | Chiêu Vũ hoàng đế (昭武皇帝)     | Chu Tín (朱信)       |
| Hậu Lương Liệt Tổ (后梁烈祖) | Văn Mục hoàng đế (文穆皇帝)      | Chu Thành (朱诚)     |

#### Hậu Đường

##### Sa Đà
| Miếu hiệu                    | Thụy hiệu                      | Họ tên                                               |
| ---------------------------- | ------------------------------ | ---------------------------------------------------- |
| Hậu Đường Ý Tổ (后唐懿祖)    | Chiêu Liệt hoàng đế (昭烈皇帝) | Chu Tà Chấp Nghi (朱邪执宜)                          |
| Hậu Đường Hiến Tổ (后唐献祖) | Văn Cảnh hoàng đế (文景皇帝)   | Lý Quốc Xương - 李国昌（Chu Tà Xích Tâm - 朱邪赤心） |
| Hậu Đường Thái Tổ (后唐太祖) | Vũ hoàng đế (武皇帝)           | Lý Khắc Dụng (李克用)                                |

##### Hậu Đường
| Miếu hiệu                    | Thụy hiệu                      | Họ tên         |
| ---------------------------- | ------------------------------ | -------------- |
| Hậu Đường Huệ Tổ (后唐惠祖)  | Hiếu Cung hoàng đế (孝恭皇帝)  | Lý Duật (李聿) |
| Hậu Đường Nghị Tổ (后唐毅祖) | Hiếu Chất hoàng đế (孝質皇帝)  | Lý Giáo (李教) |
| Hậu Đường Liệt Tổ (後唐烈祖) | Hiếu Tĩnh hoàng đế (孝靖皇帝)  | Lý Diễm (李琰) |
| Hậu Đường Đức Tổ (后唐德祖)  | Hiếu Thành hoàng đế (孝成皇帝) | Lý Nghê (李霓) |

#### Hậu Tấn
| Miếu hiệu                   | Thụy hiệu                       | Họ tên                   |
| --------------------------- | ------------------------------- | ------------------------ |
| Hậu Tấn Tĩnh Tổ (後晉靖祖)  | Hiếu An hoàng đế (孝安皇帝)     | Thạch Cảnh (石璟)        |
| Hậu Tấn Túc Tổ (後晉肅祖)   | Hiếu Giản hoàng đế (孝簡皇帝)   | Thạch Bân (石彬)         |
| Hậu Tấn Duệ Tổ (後晉睿祖)   | Hiếu Bình hoàng đế (孝平皇帝)   | Thạch Dục (石昱)         |
| Hậu Tấn Hiến Tổ（後晉憲祖） | Hiếu Nguyên hoàng đế (孝元皇帝) | Thạch Thiệu Ung (石紹雍) |

#### Hậu Hán
| Miếu hiệu                  | Thụy hiệu                        | Họ tên           |
| -------------------------- | -------------------------------- | ---------------- |
| Hậu Hán Văn Tổ (后汉文祖)  | Minh Nguyên hoàng đế (明元皇帝)  | Lưu Thoan (劉湍) |
| Hậu Hán Đức Tổ (后汉德祖)  | Cung Ly hoàng đế (恭僖皇帝)      | Lưu Ngang (劉昂) |
| Hậu Hán Dực Tổ (后汉翼祖)  | Chiêu Hiến hoàng đế (昭憲皇帝)   | Lưu Soạn (劉僎)  |
| Hậu Hán Hiển Tổ (后汉顯祖) | Chương Thánh hoàng đế (章聖皇帝) | Lưu Điển (劉琠)  |

#### Hậu Chu
| Miếu hiệu                   | Thụy hiệu                      | Họ tên            |
| --------------------------- | ------------------------------ | ----------------- |
| Hậu Chu Tín Tổ (后周信祖)   | Duệ Hòa hoàng đế (睿和皇帝)    | Quách Cảnh (郭璟) |
| Hậu Chu Hi Tổ (后周僖祖)    | Minh Hiến hoàng đế (明憲皇帝)  | Quách Kham (郭諶) |
| Hậu Chu Nghĩa Tổ (后周義祖) | Dực Thuận hoàng đế (翼順皇帝)  | Quách Uẩn (郭蘊)  |
| Hậu Chu Khánh Tổ (后周慶祖) | Chương Túc hoàng đế (章肅皇帝) | Quách Giản (郭簡) |

### Thập quốc

#### Sở (Thập quốc)
| Thụy hiệu                 | Họ tên                   |
| ------------------------- | ------------------------ |
| Văn Túc Vương (文肅王)    | Mã Quân (馬筠)           |
| Trang Mục Vương (莊穆王)  | Mã Chính (馬正)          |
| Cảnh Trang Vương (景莊王) | Mã Nguyên Phong (馬元豐) |

#### Ngô Việt
| Thụy hiệu                                                | Họ tên            |
| -------------------------------------------------------- | ----------------- |
| Hồng Thắng Vương (洪胜王) （Hoằng Thánh Vương - 弘圣王） | Tiền Bái (钱沛)   |
| Kiến Sơ Vương (建初王)                                   | Tiền Trụ (钱宙)   |
| Anh Hiển Vương (英显王)                                  | Tiền Khoan (钱宽) |

#### Nam Đường
| Miếu hiệu                                    | Thụy hiệu                     | Họ tên         |
| -------------------------------------------- | ----------------------------- | -------------- |
| Tề Thái Tổ (齐太祖) （sau truy là Nghĩa Tổ） | Trung Vũ hoàng đế (忠武皇帝)  | Từ Ôn (徐温)   |
| Nam Đường Định Tông (南唐定宗)               | Hiếu Tịnh hoàng đế (孝靜皇帝) | Lý Khác (李恪) |
| Nam Đường Thành Tông (南唐成宗)              | Hiếu Bình hoàng đế (孝平皇帝) | Lý Siêu (李超) |
| Nam Đường Huệ Tông (南唐惠宗)                | Hiếu An hoàng đế (孝安皇帝)   | Lý Chí (李志)  |
| Nam Đường Khánh Tông (南唐慶宗)              | Hiếu Đức hoàng đế (孝德皇帝)  | Lý Vinh (李榮) |

#### Nam Hán
| Miếu hiệu                  | Thụy hiệu                    | Họ tên               |
| -------------------------- | ---------------------------- | -------------------- |
| Nam Hán Thái Tổ (南漢太祖) | Văn hoàng đế (文皇帝)        | Lưu An Nhân (劉安仁) |
| Nam Hán Đại Tổ (南漢代祖)  | Thánh Vũ hoàng đế (聖武皇帝) | Lưu Khiêm (劉謙)     |
| Nam Hán Liệt Tổ (南汉列祖) | Tương hoàng đế (襄皇帝)      | Lưu Ẩn (刘隱)        |

#### Tiền Thục
| Miếu hiệu                     | Thụy hiệu                                 | Họ tên                | Người truy tôn |
| ----------------------------- | ----------------------------------------- | --------------------- | -------------- |
| Tiền Thục Thánh Tổ (前蜀聖祖) | Chí Đạo Ngọc Thần hoàng đế (至道玉宸皇帝) | Vương Tử Tấn (王子晉) | Vương Diễn     |

#### Hậu Thục
| Miếu hiệu                                        | Thụy hiệu                       | Họ tên          |
| ------------------------------------------------ | ------------------------------- | --------------- |
| Hậu Thục Thái Tổ (後蜀太祖)                      | Hiếu Nguyên hoàng đế (孝元皇帝) | Mạnh Dật (孟佚) |
| Hậu Thục Thế Tổ (後蜀世祖)                       | Hiếu Cảnh hoàng đế (孝景皇帝)   | Mạnh Sát (孟察) |
| Hậu Thục Hiển Tông (後蜀顯宗) （Hiển Tổ - 顯祖） | Hiếu Vũ hoàng đế (孝武皇帝)     | Mạnh Đạo (孟道) |

## Nhà Liêu
| Miếu hiệu                                              | Thụy hiệu                                                 | Tên Hán                             | Tên Khiết Đan        |
| ------------------------------------------------------ | --------------------------------------------------------- | ----------------------------------- | -------------------- |
| Liêu Túc Tổ (遼肅祖) （Liêu Thái Tổ truy tôn）         | Chiêu Liệt hoàng đế (昭烈皇帝)                            | Gia Luật Nậu Lý Tư (耶律耨里思)     |                      |
| Liêu Ý Tổ (遼懿祖) （Liêu Thái Tổ truy tôn）           | Trang Kính hoàng đế (莊敬皇帝)                            | Gia Luật Tát Lạt Đức (耶律薩剌德)   |                      |
| Liêu Huyền Tổ (遼玄祖) （Liêu Thái Tổ truy tôn）       | Giản Hiến hoàng đế (簡獻皇帝)                             | Gia Luật Quân Đức Thật (耶律勻德寔) |                      |
| Liêu Đức Tổ (遼德祖) （Liêu Thái Tổ truy tôn）         | Tuyên Giản hoàng đế (宣簡皇帝)                            | Gia Luật Đích Lỗ (耶律的魯)         |                      |
| Liêu Nghĩa Tông (辽义宗) （辽世宗追尊）                | Văn Hiến Khâm Nghĩa hoàng đế (文献钦义皇帝)               | Gia Luật Bồi (耶律倍)               | Đột Dục (突欲)       |
|                                                        | Chương Túc hoàng đế (章肃皇帝) （Liêu Mục Tông truy tôn） | Gia Luật Lý Hồ (耶律李胡)           | Hồng Cổ (洪古)       |
| Liêu Thuận Tông (辽順宗) （Liêu Thiên Tộ Đế truy tôn） | Đại Hiếu Thuận Thánh hoàng đế (大孝顺圣皇帝)              | Gia Luật Tuấn (耶律濬)              | Gia Lỗ Quản (耶魯斡) |

### Tây Liêu
| Thụy hiệu                     | Họ tên |
| ----------------------------- | ------ |
| Tự Nguyên hoàng đế (嗣元皇帝) | ？     |

## Nhà Tống

### Bắc Tống
| Miếu hiệu              | Thụy hiệu | Họ tên                    |
| ---------------------- | --- | ------------------------- |
| Tống Thánh Tổ (宋聖祖) | Thượng Linh Cao Đạo Cửu Thiên Ty Mệnh Bảo Sinh Thiên Tôn đại đế 上靈高道九天司命保生天尊大帝                     | Triệu Huyền Lãng (趙玄朗) |
| Tống Hi Tổ (宋僖祖)    | Lập Đạo Triệu Cơ Tích Đức Khởi Công Ý Văn Hiến Vũ Duệ Hòa Chí Hiếu hoàng đế 立道肇基積德起功懿文憲武睿和至孝皇帝 | Triệu Thiểu (趙朓)        |
| Tống Thuận Tổ (宋順祖) | Huệ Nguyên Duệ Minh hoàng đế 惠元睿明皇帝                                                                        | Triệu Thỉnh (趙珽)        |
| Tống Dự Tổ (宋翼祖)    | Giản Cung Duệ Đức hoàng đế 簡恭睿德皇帝                                                                          | Triệu Kính (趙敬)         |
| Tống Tuyên Tổ (宋宣祖) | Chiêu Vũ Duệ Thánh hoàng đế 昭武睿聖皇帝                                                                         | Triệu Hoằng Ân (趙弘殷)   |

### Nam Tống
| Thụy hiệu                   | Họ tên           | Niên hiệu       | Thời gian tại vị |
| --------------------------- | ---------------- | --------------- | ---------------- |
| Nguyên Ý thái tử (元懿太子) | Triệu Phu (趙旉) | Minh Thụ (明授) | 1130             |

### Lưu Tề
| Miếu hiệu           | Thụy hiệu                                        | Họ tên           |
| ------------------- | ------------------------------------------------ | ---------------- |
| Tề Huy Tổ (齊徽祖)  | Nghị Văn hoàng đế (毅文皇帝) （Lưu Dự truy tôn） | Lưu Trung (劉忠) |
| Tề Diễn Tổ (齊衍祖) | Duệ Nhân hoàng đế (睿仁皇帝) （Lưu Dự truy tôn） |                  |

## Tây Hạ
| Miếu hiệu             | Thụy hiệu | Họ tên                                       | Thời gian tại vị |
| --------------------- | --- | -------------------------------------------- | ---------------- |
| Hạ Thái Tổ (夏太祖)   | Ứng Vận Pháp Thiên Thần Trí Nhân Thánh Chí Đạo Quảng Đức Hiếu Quang hoàng đế (应运法天神智仁圣至道广德孝光皇帝) Thần Vũ hoàng đế (神武皇帝) | Lý Kế Thiên (李继迁) hay Lý Bảo Cát (赵保吉) | 982－1004        |
| Hạ Thái Tông (夏太宗) | Quang Thánh hoàng đế (光聖皇帝) | Lý Đức Minh (李德明)                         | 1004－1032       |

## Nhà Kim

### Nữ Chân
| Miếu hiệu               | Thụy hiệu                                      | Tên Nữ Chân                           | Thời gian tại vị |
| ----------------------- | ---------------------------------------------- | ------------------------------------- | ---------------- |
| Kim Thủy Tổ (金始祖)    | Ý Hiến Cảnh Nguyên hoàng đế (懿宪景元皇帝)     | Hoàn Nhan Hàm Phổ (完颜函普)          | 941－960         |
|                         | Uyên Mục Huyền Đức hoàng đế (渊穆玄德皇帝)     | Hoàn Nhan Ô Lỗ (完顏烏魯)             | 960－962         |
|                         | Hòa Tĩnh Khánh An hoàng đế (和靖庆安皇帝)      | Hoàn Nhan Bạt Hải (完顏跋海)          | 962－983         |
| Kim Hiến Tổ (金獻祖)    | Thuần Liệt Định Chiêu hoàng đế (純烈定昭皇帝)  | Hoàn Nhan Tuy Khả (完颜綏可)          | 983－1005        |
| Kim Chiêu Tổ (金昭祖)   | Vũ Huệ Thành Tương hoàng đế (武惠成襄皇帝)     | Hoàn Nhan Thạch Lỗ (完颜石魯)         | 1005－1021       |
| Kim Cảnh Tổ (金景祖)    | Anh Liệt Huệ Hoàn hoàng đế (英烈惠桓皇帝)      | Hoàn Nhan Ô Cổ Nãi (完颜烏古迺)       | 1021－1074       |
| Kim Thế Tổ (金世祖)     | Thần Vũ Thánh Túc hoàng đế (神武圣肃皇帝)      | Hoàn Nhan Hặc Lý Bát (完颜劾-{里}-鉢) | 1074－1092       |
| Kim Túc Tông (金肅宗)   | Minh Duệ Mục Hiến hoàng đế (明睿穆宪皇帝)      | Hoàn Nhan Phả Lạt Thục (完颜頗剌淑)   | 1092－1094       |
| Kim Mục Tông (金穆宗)   | Chương Thuận Hiếu Bình hoàng đế (章順孝平皇帝) | Hoàn Nhan Doanh Ca (完颜盈歌)         | 1094－1103       |
| Kim Khang Tông (金康宗) | Hiến Mẫn Cung Giản hoàng đế (獻敏恭简皇帝)     | Hoàn Nhan Ô Nhã Thúc (完颜烏雅束)     | 1103－1113       |

### Đại Kim
| Miếu hiệu                                           | Thụy hiệu                                                                                            | Tên Hán                          | Tên Nữ Chân          |
| --------------------------------------------------- | --- | -------------------------------- | -------------------- |
| Kim Huy Tông (金徽宗) （Kim Hi Tông truy tôn）      | Duẫn Cung Khắc Nhượng Hiếu Đức Huyền Công Hựu Thánh Cảnh Tuyên hoàng đế 允恭克讓孝德玄功佑聖景宣皇帝 | Hoàn Nhan Tông Tuấn (完颜宗峻)   | Thằng Quả (繩果)     |
| Kim Đức Tông (金德宗) （Hoàn Nhan Lượng truy tôn）  | Hiến Cổ Hoằng Đạo Văn Chiêu Vũ Liệt Chương Hiếu Duệ Minh hoàng đế 憲古弘道文昭武烈章孝睿明皇帝       | Hoàn Nhan Tông Cán (完颜宗幹)    | Cán Bản (幹本)       |
| Kim Duệ Tông (金睿宗) （Kim Thế Tông truy tôn）     | Lập Đức Hiển Nhân Khải Thánh Quảng Vận Văn Vũ Giản Túc hoàng đế 立德显仁启圣广运文武简肃皇帝         | Hoàn Nhan Tông Nghiêu (完颜宗堯) | Ngoa Lý Đóa (訛里朵) |
| Kim Hiển Tông (金顯宗) （Kim Chương Tông truy tôn） | Thể Đạo Hoằng Nhân Anh Văn Duệ Đức Quang Hiếu hoàng đế 體道弘仁英文睿德光孝皇帝                      | Hoàn Nhan Duẫn Cung (完颜允恭)   | Hồ Thổ Ngõa (胡土瓦) |

## Nhà Nguyên

### Nước Đại Mông Cổ
| Miếu hiệu                                                         | Thụy hiệu                                   | Tên                         |
| ----------------------------------------------------------------- | ------------------------------------------- | --------------------------- |
| Nguyên Hy Tổ (元熙祖)                                             | Nghị Huyền hoàng đế (毅玄皇帝)              | Bột Đoan Sát Nhi (孛端察儿) |
| Nguyên Tuyên Tổ (元宣祖)                                          | Công Triết hoàng đế (功哲皇帝)              | Hợp Bất Lặc (合不勒)        |
| Nguyên Liệt Tổ (元烈祖)                                           | Thần Nguyên hoàng đế (神元皇帝)             | Dã Tốc Cai (也速該)         |
| Nguyên Mục Tông (元穆宗) （Nguyên Thế Tổ truy tôn）               | Đạo Ninh hoàng đế (道宁皇帝)                | Truật Xích (术赤)           |
| Nguyên Thánh Tông (元圣宗) （Nguyên Thế Tổ truy tôn）             | Trung Vũ hoàng đế (忠武皇帝)                | Sát Hợp Đài (察合台)        |
| Nguyên Duệ Tông (元睿宗) （Nguyên Thế Tổ truy tôn） （Giám quốc） | Nhân Thánh Cảnh Tương hoàng đế 仁圣景襄皇帝 | Đà Lôi (拖雷)               |

### Đại Nguyên đế quốc
| Miếu hiệu                                                  | Thụy hiệu                                   | Tên                             |
| ---------------------------------------------------------- | ------------------------------------------- | ------------------------------- |
| Nguyên Dụ Tông (元裕宗) （Nguyên Thành Tông truy tôn）     | Văn Huệ Minh Hiếu hoàng đế 文惠明孝皇帝     | Chân Kim (真金)                 |
| Nguyên Thuận Tông (元順宗) （Nguyên Vũ Tông truy tôn）     | Chiêu Thánh Diễn Hiếu hoàng đế 昭聖衍孝皇帝 | Đáp Lạt Ma Bát Lạt (答剌麻八剌) |
| Nguyên Hiển Tông (元顯宗) （Nguyên Thái Định Đế truy tôn） | Quang Thánh Nhân Hiếu hoàng đế 光聖仁孝皇帝 | Cam Ma Lạt (甘麻剌)             |

## Nhà Minh

### Đại Minh
| Miếu hiệu                | Thụy hiệu | Họ tên                  |
| ------------------------ | --- | ----------------------- |
| Minh Đức Tổ (明德祖)     | Huyền hoàng đế (玄皇帝) | Chu Bách Lục (朱百六)   |
| Minh Ý Tổ (明懿祖)       | Hằng hoàng đế (恒皇帝) | Chu Tứ Cửu (朱四九)     |
| Minh Hy Tổ (明熙祖)      | Dụ hoàng đế (裕皇帝) | Chu Sơ Nhất (朱初一)    |
| Minh Nhân Tổ (明仁祖)    | Thuần hoàng đế (淳皇帝) | Chu Thế Trân (朱世珍)   |
| Minh Hưng Tông (明興宗)  | Hòa Thiên Kính Đạo Hiến Ý Cần Mẫn Thuần Văn Độ Vũ Minh Nhân Từ Hiếu Khang hoàng đế 和天敬道宪懿勤敏淳文度武明仁慈孝康皇帝          | Chu Tiêu (朱标)         |
| Minh Duệ Tông (明睿宗)   | Tri Thiên Thủ Đạo Hồng Đức Uyên Nhân Khoan Mục Thuần Thánh Cung Giản Kính Văn Hiến hoàng đế 知天守道洪德淵仁寬穆純聖恭簡敬文献皇帝 | Chu Hữu Nguyên (朱祐杬) |
| Minh Thuận Tông (明順宗) | Đồng Thiên Hợp Đạo Thừa Minh Thuần Tĩnh Khang Văn Ý Vũ Thần Nhân Hiến Hiếu Điệu hoàng đế 同天合道承明純靖康文懿武神仁献孝悼皇帝    | Chu Từ Láng (朱慈烺)    |

### Nam Minh
| Miếu hiệu                                       | Thụy hiệu | Họ tên                    | Niên hiệu | Thời gian tại vị |
| ----------------------------------------------- | --- | ------------------------- | --------- | ---------------- |
| Cung Tông (恭宗) （Minh An Tông truy tôn）      | Mộ Thiên Phu Đạo Trinh Thuần Túc Triết Tu Văn Hiển Vũ Thánh Kính Nhân Nghị Hiếu hoàng đế 慕天敷道貞純肅哲修文顯武聖敬仁毅孝皇帝    | Chu Thường Tuân (朱常洵)  |           |                  |
| Triết Tông (哲宗) （Minh Thiệu Tông truy tôn）  | Hiệp Thiên An Đạo Kính Chính Cung Thánh Hy Văn Uyên Vũ Đái Nhân Khác Hiếu Huệ hoàng đế 协天安道敬正恭圣熙文渊武戴仁恪孝惠皇帝      | Chu Vũ Ôn (朱宇温)        |           |                  |
| Thuần Tông (纯宗) （Minh Thiệu Tông truy tôn）  | Đốc Thiên Thành Đạo Khâm Chiêu Hiến Mục Lý Văn Định Vũ Cư Nhân Thể Hiếu Thuận hoàng đế 笃天成道钦昭献穆理文定武居仁体孝顺皇帝      | Chu Trụ Vành (朱宙栐)     |           |                  |
| Định Tông (定宗) （Minh Thiệu Tông truy tôn）   | Tượng Thiên Thống Đạo Trang Mẫn Duệ Chất Trường Văn Tín Vũ Tề Nhân Hiển Hiếu Đoan hoàng đế 象天统道庄敏睿质长文信武齐仁显孝端皇帝  | Chu Thạc Hoàng (朱硕熿)   |           |                  |
| Dụ Tông (裕宗) （Minh Thiệu Tông truy tôn）     | Lễ Thiên Cách Đạo Thận Đức Sùng Tịnh Thuận Văn Bình Vũ Tế Nhân Hoài Hiếu Tuyên hoàng đế 礼天格道慎德崇静顺文平武济仁怀孝宣皇帝     | Chu Khí Thịnh (朱器墭)    |           |                  |
| Thiệu Tông (绍宗)                               | Phối Thiên Chí Đạo Hoằng Nghị Túc Mục Tư Văn Liệt Vũ Mẫn Nhân Quảng Hiếu Tương hoàng đế 配天至道弘毅肅穆思文烈武敏仁廣孝襄皇帝     | Chu Duật Kiện (朱聿鍵)    | Long Vũ   | 1645－1646       |
| Văn Tông (文宗)                                 | Trinh Thiên Ứng Đạo Chiêu Sùng Đức Nghị Ninh Văn Hoành Vũ Đạt Nhân Mẫn Hiếu Tiết hoàng đế 贞天应道昭崇德毅宁文宏武达仁闵孝节皇帝   | Chu Duật Việp (朱聿𨮁)    | Thiệu Vũ  | 1646－1647       |
| Lễ Tông (礼宗) （Minh Chiêu Tông truy tôn）     | Thể Thiên Xương Đạo Trang Nghị Ôn Hoằng Hưng Văn Tuyên Vũ Nhân Trí Thành Hiếu Đoan hoàng đế 體天昌道莊毅溫弘興文宣武仁智誠孝端皇帝 | Chu Thường Doanh (朱常瀛) |           |                  |
| Chiêu Tông (昭宗) （Trịnh Thành Công truy tôn） | Ứng Thiên Thôi Đạo Mẫn Nghị Cung Kiểm Kinh Văn Vĩ Vũ Lễ Nhân Khắc Hiếu Khuông hoàng đế 應天推道敏毅恭儉經文緯武禮仁克孝匡皇帝      | Chu Do Lang (朱由榔)      | Vĩnh Lịch | 1646－1662       |

## Nhà Thanh

### Kiến Châu tả vệ
| Miếu hiệu               | Thụy hiệu                | Tên                    |
| ----------------------- | ------------------------ | ---------------------- |
| Thanh Triệu Tổ (清肇祖) | Nguyên hoàng đế (原皇帝) | Mạnh Đặc Mục (孟特穆)  |
| Thanh Hưng Tổ (清興祖)  | Trực hoàng đế (直皇帝)   | Phúc Mãn (福滿)        |
| Thanh Cảnh Tổ (清景祖)  | Dực hoàng đế (翼皇帝)    | Giác Xương An (覺昌安) |
| Thanh Hiển Tổ (清顯祖)  | Tuyên hoàng đế (宣皇帝)  | Tháp Khắc Thế (塔克世) |

### Đại Thanh
| Miếu hiệu                 | Thụy hiệu | Tên                 |
| ------------------------- | --- | ------------------- |
| Thanh Thành Tông (清成宗) | Mậu Đức Tu Viễn Quảng Nghiệp Định Công An Dân Lập Chính Thành Kính Nghĩa hoàng đế 懋德修远廣業定功安民立政誠敬义皇帝 | Đa Nhĩ Cổn (多尔衮) |